# Mijhirea, Lokaci
Mijhirea (în ucraineană Міжгір`я) este un sat în comuna Markovîci din raionul Lokaci, regiunea Volînia, Ucraina.

## Demografie
Componența lingvistică a localității Mijhirea
     Ucraineană (98,9%)
     Rusă (1,1%)
Conform recensământului din 2001, majoritatea populației localității Mijhirea era vorbitoare de ucraineană (98,9%), existând în minoritate și vorbitori de rusă (1,1%).